# 丁振嘉
丁振嘉（1956年—）為中國國民黨的黨員，曾任台中市（省轄市）議會第14、15、16屆市議員。

## 學歷
- 東海大學企管系畢業
- 美國奧克拉荷馬大學企管碩士

## 經歷
- 東海大學、中國、中山大學講師
- 台中市南屯區後備憲兵主任委員
- 台灣發展研究院企業管理研究所所長
- 台中市第14、15、16屆市議員及議會黨團書記長

## 外部連結
- 2010年中國國民黨提名的議員候選人